# Bas Keijzer
Bas Keijzer, né le 31 mars 1973 à Schoonhoven, est un acteur néerlandais.

## Filmographie
- 2004 : In Orange de Joram Lürsen
- 2007 : Les Aventuriers du grand large de Steven de Jong : Jopkins[2]
- 2007 : Love is all de Joram Lürsen : Rens[3]
- 2009 : The Storm de Ben Sombogaart : Guus[4]
- 2011 : Bennie Brat de Johan Nijenhuis : Hoofdpiet[5]
- 2011 : Nova Zembla de Reinout Oerlemans[6]
- 2012 : Black Out d'Arne Toonen : Bobbie[7]
- 2014 : Go Daan Go! de Mari Sanders : père Thomas[8]
- 2014 : T.I.M. - The Incredible Machine de Rolf van Eijk : Arend[9]
- 2014 : Accused de Paula van der Oest : Peter[10]
- 2015 : The Paradise Suite de Joost van Ginkel : Dick[11]
- 2017 : Younger Days de Paula van der Oest : Dave[12]
- 2017 : Redivider de Tim Smit : Bektman[13]